# Lean on Me (film)
Lean on Me is een Amerikaanse actie-dramafilm uit 1989 onder regie van John G. Avildsen. De productie is gebaseerd op een waargebeurd verhaal van een schoolhoofd die ingreep op de Amerikaanse Eastside High School in Paterson (New Jersey)), toen die geplaagd werd door drugs en geweld. Lean on Me won onder meer twee NAACP Image Awards: een voor het acteerwerk van Morgan Freeman en een voor de film zelf.

## Verhaal
Joe Clark wordt aangesteld als hoofd van een school waar criminaliteit het dagelijkse beeld bepaalt. Hij is vastbesloten voor verbetering te zorgen.

## Rolverdeling
| Acteur             | Personage           |
| ------------------ | ------------------- |
| Morgan Freeman     | Principal Joe Clark |
| Beverly Todd       | Ms. Levias          |
| Robert Guillaume   | Dr. Frank Napier    |
| Alan North         | Mayor Don Bottman   |
| Lynne Thigpen      | Leonna Barrett      |
| Robin Bartlett     | Mrs. Elliott        |
| Michael Beach      | Mr. Darnell         |
| Ethan Phillips     | Mr. Rosenberg       |
| Karen Malina White | Kaneesha Carter     |
| Karina Arroyave    | Maria               |
| Ivonne Coll        | Mrs. Santos         |
| Regina Taylor      | Mrs. Carter         |
| Michael P. Moran   | Mr. O'Malley        |
| Tony Todd          | Mr. William Wright  |
| Mike Starr         | Mr. Zirella         |
| Jim Moody          | Mr. Lott            |
| Raúl González      | Ramon               |
| Michael Imperioli  | George              |